# لغة الطيور التركية
لغة الطيور التركية (بالتركية: kuş dili، كوش ديلي)هي نسخة من اللغة التركية تُنقل عبر صفارات عالية النبرة ونغمات موسيقية. انت تُستخدم في الأصل من قبل المزارعين الأتراك للتواصل عبر مسافات طويلة،وتقلص عدد المتحدثين بها حالياً إلى حوالي 10,000 شخص فقط، وهي مهددة بالانقراض لأن الهواتف المحمولة تخدم هذا الغرض. عرف هذه اللغة بارتباطها بقرية قوشكوي، وهي قرية تقع في جبال بونتيك في محافظة غيرسون شمال تركيا، والتي تستضيف مهرجان لغة الطيور والثقافة والفنون سنويًا منذ عام 1997. يعود تاريخ اللغة إلى 400 عام، لكن الأصل لا يزال غير مؤكد. أدرجت منظمة اليونسكو لغة الطيور في قائمتها للتراث الثقافي غير المادي لعام 2017. وتوجد لغات صفير مشابهة في دول أخرى مثل اليونان والمكسيك وموزمبيق. في فرنسا، هناك أيضًا مجموعة متنوعة من اللغة الأكستانية المنطوقة في بيارن [الإنجليزية].

## تعليم
تُدرَّس لغة "كوش ديلي" حالياً في برنامجين تعليميين مكثفين. يُقدَّم البرنامج الأول في مدرسة "كارابورك" الابتدائية، حيث حضرها 30 طالباً عند بدء تدريس المادة. تتضمن هذه الحصة تعليم الطلاب تقنيات لغة "كوش ديلي" إلى جانب دراسة تشريح الفم والأسنان اللازمين لإتقان هذه اللغة. وبعد التعمق في هذه الدروس، يتعلم الطلاب في النهاية كيفية التواصل باستخدام هذه اللغة.
اعتباراً من عام 2019، تُدرَّس لغة "كوش ديلي" أيضاً مادةً اختيارية في كلية السياحة بجامعة غيرسون [الإنجليزية] في تركيا.